# Acanthaster benziei
Acanthaster benziei — вид морських зірок родини Acanthasteridae . Описаний у 2022 році.

## Етимологія
Вид названо на честь ірландського генетика Джона Бензі, який став одним з перших вчених, що генетично проаналізували Acanthaster spp. і його колекція була основою роботи Vogler et al. (2008), який є важливою віхою в ідентифікації видів цих морських зірок.

## Поширення
Ендемік Червоного моря. Виявлений біля узбережжя Саудівської Аравії. Мешкає на коралових рифах, переважно на зовнішніх поверхнях рифів, де він здебільшого ховається в ущелинах протягом дня та харчується вночі.